# U Гидры
U Гидры (лат. U Hydrae), HD 92055 — двойная звезда в созвездии Гидры на расстоянии приблизительно 560 световых лет (около 172 парсек) от Солнца. Звёздная величина в синей области спектра (B) меняется от +9,4m до +7m.
Одна из самых ярких углеродных звёзд на нашем небе*.

## Характеристики
Первый компонент — красный гигант, углеродная пульсирующая полуправильная переменная звезда типа SRB (SRB) спектрального класса C6,5,3(N2)(Tc), или C-N5, или Nb. Масса — около 1,818 солнечной, радиус — около 222,925 солнечного, светимость — около 1459,13 солнечной. Эффективная температура — около 2965 K.
Второй компонент — красный карлик спектрального класса M. Масса — около 121,11 юпитерианской (0,1156 солнечной). Удалён в среднем на 1,825 а.е..